# Calhoun (Illinois)
Calhoun es una villa ubicada en el condado de Richland en el estado estadounidense de Illinois. En el Censo de 2010 tenía una población de 172 habitantes y una densidad poblacional de 66,41 personas por km².

## Geografía
Calhoun se encuentra ubicada en las coordenadas 38°38′59″N 88°2′34″O / 38.64972, -88.04278. Según la Oficina del Censo de los Estados Unidos, Calhoun tiene una superficie total de 2.59 km², de la cual 2.59 km² corresponden a tierra firme y (0%) 0 km² es agua.

## Demografía
Según el censo de 2010, había 172 personas residiendo en Calhoun. La densidad de población era de 66,41 hab./km². De los 172 habitantes, Calhoun estaba compuesto por el 98.26% blancos, el 0% eran afroamericanos, el 1.74% eran amerindios, el 0% eran asiáticos, el 0% eran isleños del Pacífico, el 0% eran de otras razas y el 0% pertenecían a dos o más razas. Del total de la población el 0% eran hispanos o latinos de cualquier raza.